# Ruben II d'Armenia
Ruben II d'Armenia (traslitterato anche Rupen o  Roupen in lingua armena occidentale da (HY)  Ռուբեն Բ; 1165 – 1170) fu "principe delle montagne" dal 1169 fino alla morte.
Era figlio di secondo letto di Teodoro II d'Armenia, della casata dei Rupenidi. 
Quando suo padre morì Ruben fu affidato alle cure del suo primo cugino Tommaso, il reggente; ma suo zio Mleh, desideroso di conquistare il potere, si alleò con Norandino ed entrò nel regno alla testa di un esercito di Aleppo.
Tommaso fuggì ad Antiochia lasciando Ruben a Hromgla, affidato alle cure del catholicos Nerses IV, questi però fu ucciso da agenti di Mleh nel 1169, il giovane Ruben fu avvelenato un anno più tardi.
Alla morte di Ruben, Mleh divenne principe.